# Amytis natté
Pour les articles homonymes, voir Amytis.
Amytornis textilis
Espèce
Statut de conservation UICN

 LC  : Préoccupation mineure
L’Amytis natté (Amytornis textilis) est une espèce de passereau de la famille des Maluridae.

## Répartition
Il est endémique d'Australie.

## Habitat
Il habite les zones de broussailles de type méditerranéen.

## Taxinomie
Il fut collecté, tout comme le Mérion leucoptère, par les naturalistes français Jean René Constant Quoy et Joseph Paul Gaimard en septembre 1818, lors du voyage de Louis de Freycinet autour de l'hémisphère Sud, et fut décrit sous le protonyme de Malurus textilis et le nom vernaculaire de « Mérion natté ».
D'après Alan P. Peterson, il en existe 2 sous-espèces :
- Amytornis textilis myall (Mathews) 1916
- Amytornis textilis textilis (Dumont) 1824

Une étude de Black et al. (2011) a fait de la sous-espèce A. t. modestus une espèce séparée. Ce changement est répercuté dans la version 2.7 (2010) de la classification de référence du Congrès ornithologique international.